# Atari Kangaroo Hardware
Atari Kangaroo Hardware es una Placa de arcade creada por Atari destinada a los salones arcade.

## Descripción
El Atari Kangaroo Hardware fue lanzada por Atari en 1982.
El sistema tenía un procesador Z80 a una frecuencia de 3 MHz y un chip de sonido AY-8910 a 1.5 MHz.
En esta placa funcionaron 2 títulos.

## Especificaciones técnicas

### Procesador
- Z80 a una frecuencia de 3 MHz

### Audio
Chips de sonido:
- AY-8910 a 1.5 MHz

### Video
Resolución 256x234 pixeles

## Lista de videojuegos
- Arabian
- Kangaroo